# Recklinghausen Hauptbahnhof
Recklinghausen Hauptbahnhof ist der bedeutendste Bahnhof des Personenverkehrs der Großstadt Recklinghausen und des gleichnamigen Kreises. Er liegt an der Bahnstrecke Wanne-Eickel–Hamburg und ist mit dem ihm vorgelagerten Busbahnhof Ausgangspunkt mehrerer Buslinien der Vestischen Straßenbahnen. Er wird mit rund 17.000 Reisenden täglich der Preisklasse 3 zugeordnet und gehört zum Bahnhofsmanagement Münster.

## Lage
Der Hauptbahnhof samt der dazugehörenden Bahnanlage befindet sich unweit des Wallrings an der Große-Perdekamp-Straße 2, 45657 Recklinghausen, nordöstlich der Innenstadt im Nordviertel. Die Empfangshalle sowie die daran anschließenden Flachbauten liegen an der Ecke Große-Perdekamp-Straße/Springstraße/Europaplatz. Im Osten grenzen die Bahnanlagen an die Ludwig-Erhard-Allee.
Der Recklinghäuser Hauptbahnhof besitzt drei Ausgänge: der Hauptausgang im Westen führt zum Europaplatz sowie dem sich darauf befindlichen Busbahnhof.
Ebenfalls im Westen, jedoch weiter nördlich gelegen, existiert ein stufenloser Nebenausgang, welcher von Gleis 1 Richtung Kunsthalle und der Fernbus-Haltestelle führt. Seit 2012 verfügt der Bahnhof über einen Ausgang an der Ludwig-Erhard-Allee (vormals Ossenbergweg), der den östlichen Wohngebieten sowie dem Campus Blumenthal an der Ludwig-Erhard-Allee einen direkten Weg zum Zug ermöglicht.
Seit September 2016 existiert südlich des Busbahnhofs eine Radstation mit 12 Fahrradboxen sowie 140 größtenteils überdachten Stellplätzen.
Durch den Bahnhof verläuft die Bahnstrecke Wanne-Eickel–Hamburg in Nord-Süd-Richtung. Etwa zwei Kilometer südlich des Hauptbahnhofs wird diese Strecke von der Bahnstrecke Oberhausen-Osterfeld–Hamm gekreuzt, vor der aus beiden Richtungen Verbindungsstrecken nach Recklinghausen Hbf führen.

## Geschichte

Gedenktafel der Deutschen Bundesbahn zum 5000. elektrifizierten Streckenkilometer

Der ursprüngliche Hauptbahnhof wurde 1870 von der Köln-Mindener Eisenbahn-Gesellschaft im Rahmen des Baus der Hamburg-Venloer Bahn eröffnet. Das erste Bahnhofsgebäude war ein Klinkerbau, der mit seiner Größe und Architektur die damalige Zeit widerspiegelte, für die damalige Größe der Stadt heute aber etwas überdimensioniert scheint. Bereits in den 1930er Jahren war ein Neubau geplant, um die bisherigen verschiedenen Gebäude zu ersetzen.
Im Zweiten Weltkrieg flogen Bomberverbände der RAF und der USAAF zahlreiche Luftangriffe auf das Ruhrgebiet. Ab Ende März 1945 betrieb die US-Armee die Eroberung des nördlichen Ruhrgebietes; die NS-Herrschaft im Kreis Recklinghausen brach zusammen.
Während der Endphase des Zweiten Weltkrieges, am 23. März 1945, zerstörte ein schwerer Luftangriff der USAAFF das Bahnhofsgebäude und die Gleise weitgehend. Daran erinnert heute ein gegenüber dem Bahnhof befindlicher Hochbunker, in dem 1950 die Kunsthalle Recklinghausen eingerichtet wurde.
Anfang der 1960er Jahre begann der Bau der heutigen Empfangshalle des Bahnhofs; sie wurde 1962 eröffnet. Herausragendes Element des Bahnhofsgebäudes mit seiner Glasfront ist heute ein Uhrturm. Der jetzige Busbahnhof entstand 1998/1999; zugleich wurde auch die Empfangshalle renoviert. Hierbei wurden Teile des Interieurs und der technischen Ausstattung im Gebäude sowie der Bahnsteigbereich an Gleis 1 inklusive Pflaster und Beleuchtung erneuert. Die letzte größere Investition am Hauptbahnhof war die Schaffung des Ostzugangs sowie die damit verbundene Verlängerung des Personentunnels, der barrierefrei gebaut wurde und seither die Innenstadt mit dem Ostviertel verbindet. Die Kosten in Höhe von rund 1,5 Millionen Euro übernahmen der Bund (75 Prozent) und die Stadt Recklinghausen (25 Prozent). Wegen des teilweise schlechten Zustands von Bahnsteigen und -dächern wurde 2019 seitens der Öffentlichkeit und der Kommunalpolitik der Wunsch nach Sanierungen sowie optischen Aufwertungen der Personenunterführung lauter. Der Uhrturm erhielt im Sommer 2018 einen roten Anstrich und DB Station&Service kündigte in Zusammenhang mit der im September 2019 durch den Künstler Jan Hoeft für 70.000 Euro realisierten Installation in verschiedenen Bereichen des erwähnten Zuganges weitere Investitionen in die Fahrgastinformation an.

### Trivia
Auf dem Hausbahnsteig befand sich bis zur Renovierung des Bahnhofs im Jahre 1999 eine Gedenktafel für den 5000. elektrifizierten Streckenkilometer der Deutschen Bundesbahn. Die Tafel ist seitdem verschollen.

### Galerie

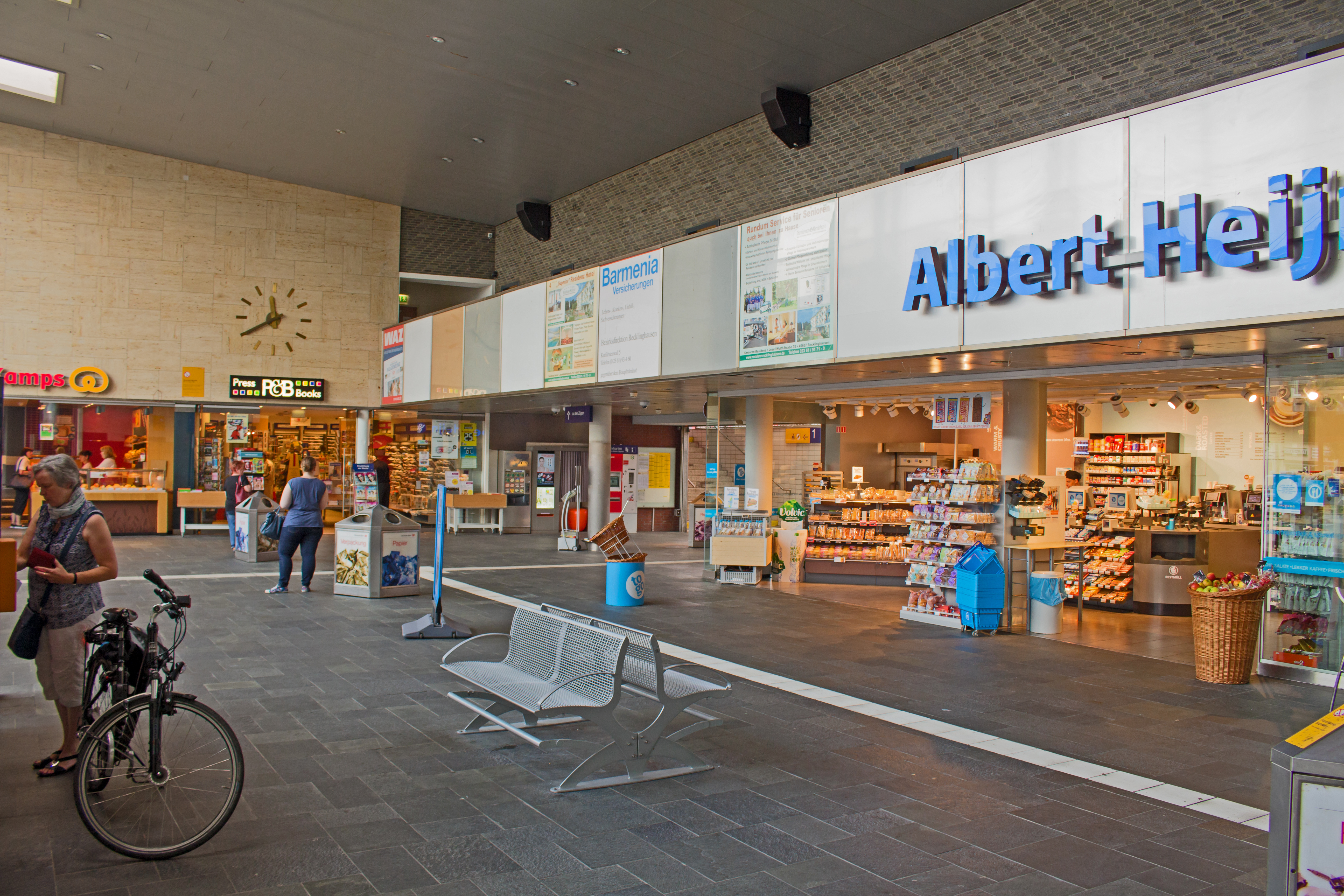
Blick in die Empfangshalle
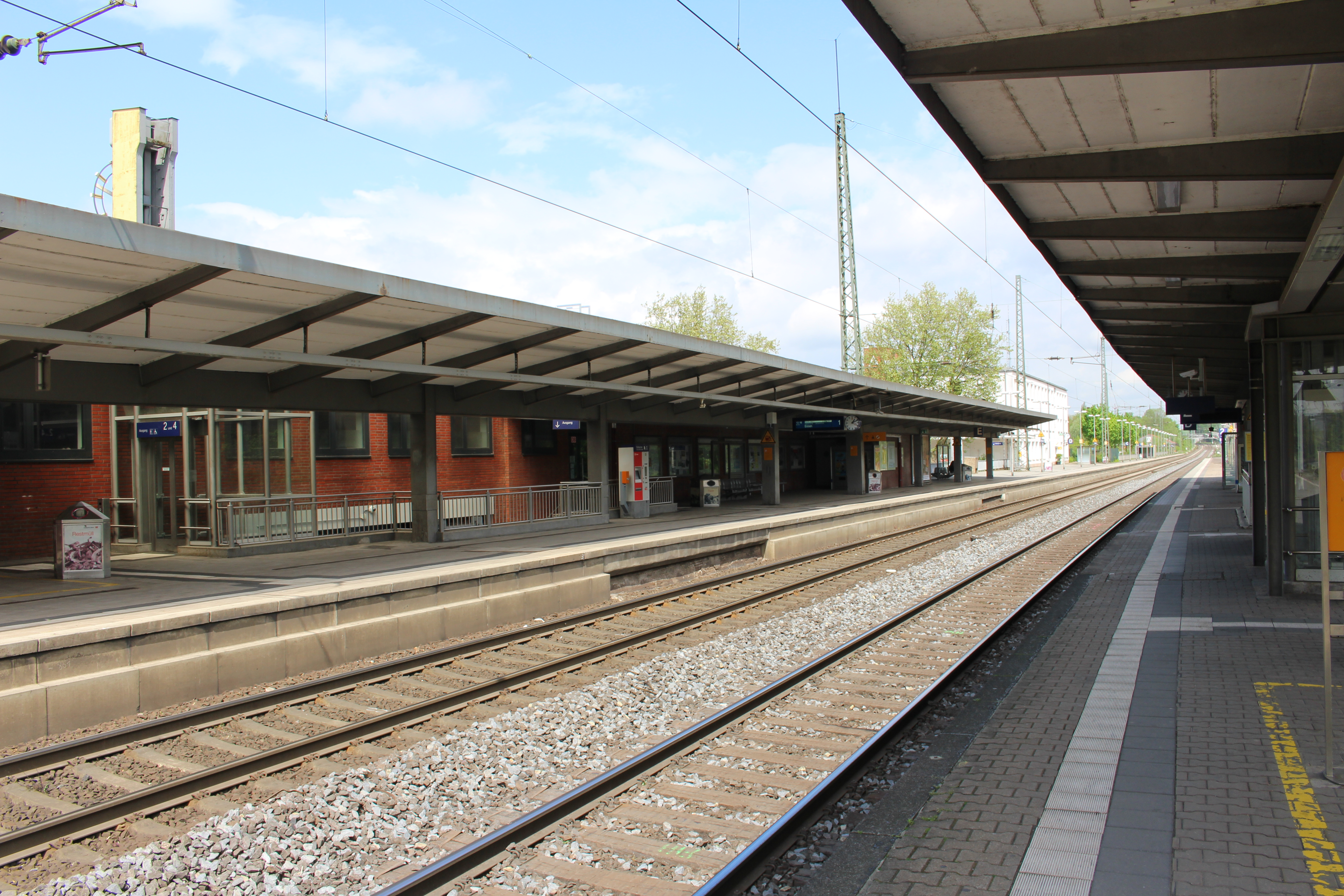
Blick auf die Gleise
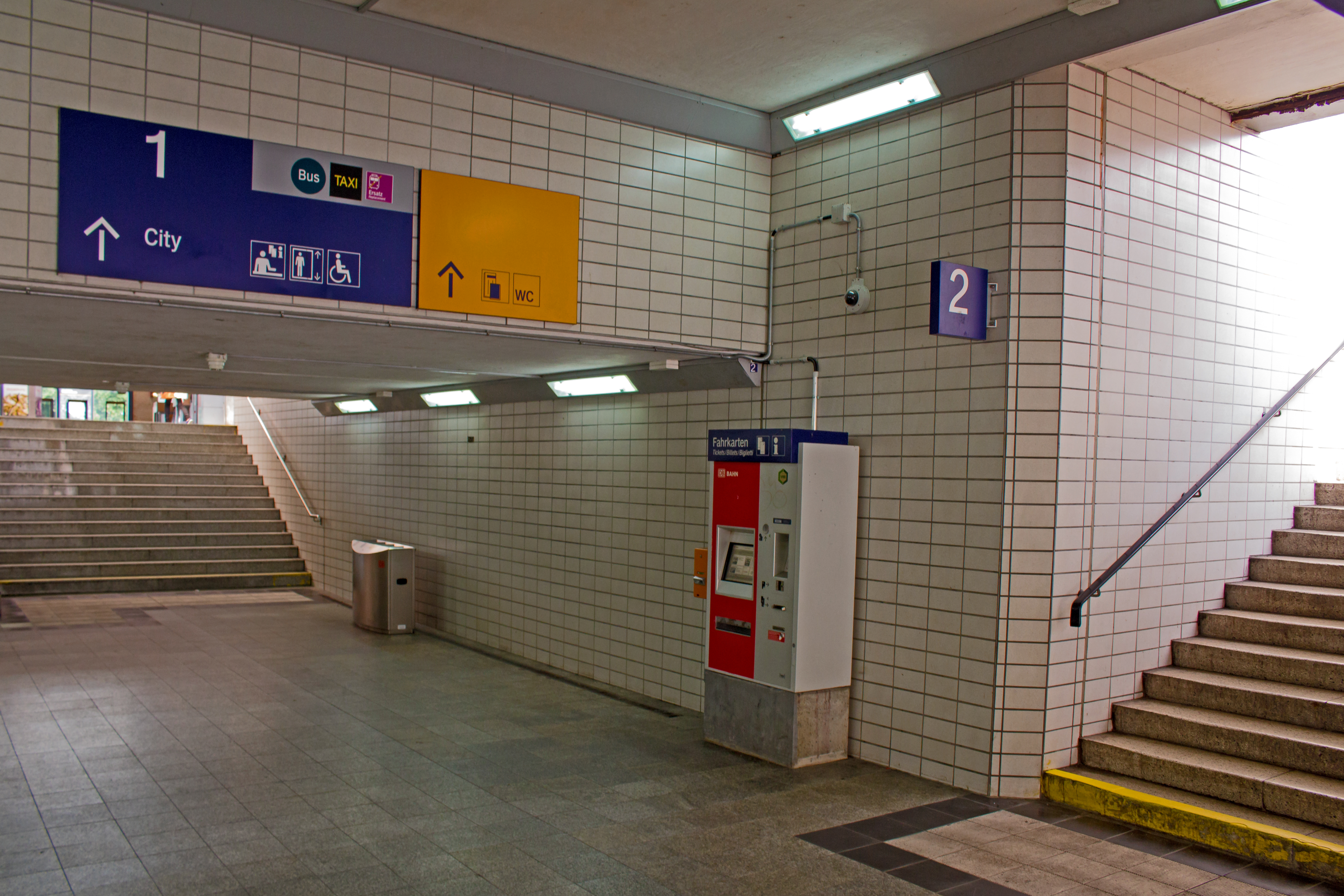
Personentunnel (Aufzug links)
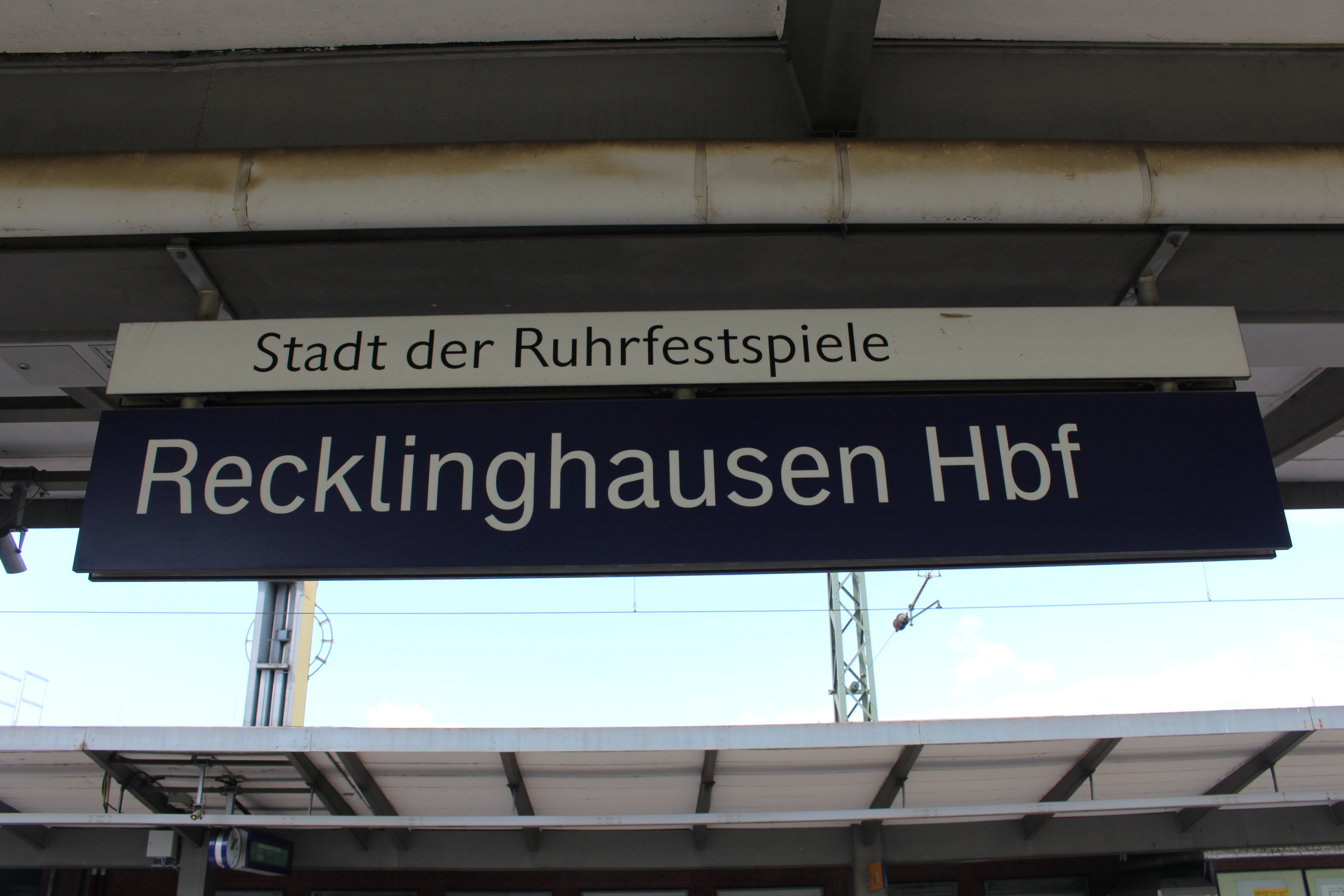
Bahnhofsschild mit Zusatzhinweis auf die Ruhrfestspiele

## Bahnlinien

### Fernverkehr
Recklinghausen Hauptbahnhof ist ein Systemhalt mehrerer Linien des Fernverkehrs der Deutschen Bahn sowie ab dem Fahrplan 2024 des Anbieters Flixtrain.
| Linie  | Linienverlauf | Linienverlauf | Takt              |
| ------ | --- | --- | ----------------- |
| ICE 14 | Berlin Ostbahnhof – Berlin – Hannover – Münster (Westf) – Recklinghausen – Essen – Düsseldorf – Köln                                                               | Berlin Ostbahnhof – Berlin – Hannover – Münster (Westf) – Recklinghausen – Essen – Düsseldorf – Köln                                                               | ein Zug täglich   |
| ICE 32 | Münster (Westf) – Recklinghausen – Oberhausen – Duisburg – Düsseldorf – Köln – Bonn – Koblenz – Stuttgart – München – Klagenfurt                                   | Münster (Westf) – Recklinghausen – Oberhausen – Duisburg – Düsseldorf – Köln – Bonn – Koblenz – Stuttgart – München – Klagenfurt                                   | ein Zug täglich   |
| ICE 35 | (Norddeich Mole – Norden) oder (Emden Außenhafen) – Emden – Rheine – Münster (Westf) – Recklinghausen – Oberhausen – Duisburg – Düsseldorf – Köln – Bonn – Koblenz | (Norddeich Mole – Norden) oder (Emden Außenhafen) – Emden – Rheine – Münster (Westf) – Recklinghausen – Oberhausen – Duisburg – Düsseldorf – Köln – Bonn – Koblenz | vier Züge täglich |
| ICE 39 | Hamburg-Altona – Hamburg – Münster (Westf) – Recklinghausen – Essen – Düsseldorf – Köln (– Aachen) oder (– Mainz – Frankfurt – Würzburg – Nürnberg)                | Hamburg-Altona – Hamburg – Münster (Westf) – Recklinghausen – Essen – Düsseldorf – Köln (– Aachen) oder (– Mainz – Frankfurt – Würzburg – Nürnberg)                | einzelne Züge     |
| IC 35  | (Norddeich Mole – Norden) oder (Emden Außenhafen) – Emden – Rheine – Münster (Westf) – Recklinghausen – Oberhausen – Duisburg – Düsseldorf – Köln – Bonn – Koblenz | (Norddeich Mole – Norden) oder (Emden Außenhafen) – Emden – Rheine – Münster (Westf) – Recklinghausen – Oberhausen – Duisburg – Düsseldorf – Köln – Bonn – Koblenz | 120 min           |
| IC 39  | Westerland (Sylt) – | Niebüll – Itzehoe – Hamburg – Bremen – Münster (Westf) – Recklinghausen – Duisburg – Düsseldorf – Köln                                                             | zwei Züge täglich |
| IC 39  | Dagebüll Mole – | Niebüll – Itzehoe – Hamburg – Bremen – Münster (Westf) – Recklinghausen – Duisburg – Düsseldorf – Köln                                                             | zwei Züge täglich |

### Regionalverkehr
Im Regionalverkehr wird der Hauptbahnhof von drei Regional-Express-Linien – dem Rhein-Haard-Express (RE 2) von Düsseldorf nach Osnabrück; dem Niers-Haard-Express (RE 42) von Mönchengladbach/Essen nach Münster und dem Vest-Ruhr-Express (RE 41) von Haltern am See nach Bochum – und zwei Linien der S-Bahn Rhein-Ruhr – der S 2 aus Dortmund über Castrop-Rauxel und Herne und der S 9 aus Hagen über Wuppertal, Langenberg, Essen-Steele, Bottrop und Gladbeck West – bedient. Die S-Bahn-Linien sowie die Linien RE 2 und RE 41 verkehren täglich im Stundentakt. Die Linie RE 42 verkehrt auf dem Abschnitt Essen–Münster im Halbstundentakt, auf dem übrigen Abschnitt im Stundentakt.
Erweiterung des Zugangebots
Im Rahmen der Neuaufstellung des Projekts RRX (Rhein-Ruhr-Express) soll auch der Recklinghäuser Hauptbahnhof von neuen Verbindungen profitieren. In den verantwortlichen Gremien wurde beschlossen, den Personenverkehr auf der Strecke Hamm–Oberhausen („Hertener Bahn“) zu reaktivieren. Dabei entstand eine neue S-Bahn-Verbindung zwischen Recklinghausen über Herten in Richtung Essen – Wuppertal – Hagen. Ab 1. Juli 2020 wurde ein SEV zwischen Recklinghausen Hbf und Bahnhof Gladbeck West angeboten.
Die Verbindung der S 9 Recklinghausen Hbf – Gladbeck West auf der Schiene wurde am 11. September 2020 aufgenommen.
Der Bau der Zwischenhalte Herten-Westerholt und Gelsenkirchen-Buer Nord ist geplant. Der Haltepunkt Herten (Westf) wurde am 11. Dezember 2022 in Betrieb genommen.
Darüber hinaus wurde die bisherige Nahverkehrslinie RB 42 (Münster – Essen) zum Ende des Jahres 2016 im Rahmen des RRX-Vorlaufverkehrs über Duisburg und Krefeld bis Mönchengladbach verlängert, sodass Recklinghausen wieder einen direkten Anschluss an die Niederrhein-Region erhalten hat. Die nunmehr als Niers-Haard-Express (RE 42) bezeichnete Verbindung verkehrt ab Essen auf dem bisherigen Laufweg des RE 11, so dass die Frequenz bis Duisburg auf zwei Verbindungen/Stunde steigt. Unabhängig vom Projekt des RRX wird sowohl im VRR als auch auf kommunaler Ebene über die Schaffung einer neuen Verbindung von Haltern am See über Recklinghausen – unter teilweiser Nutzung der Strecke von Wanne-Eickel nach Bochum – diskutiert. Diese soll, nach Vorstellung von Bürgern und Politik, den Berufsverkehr der überlasteten Autobahn 43 auf die Schiene bringen und somit eine echte Alternative für Pendler darstellen. Seit dem 7. Januar 2024 ist Recklinghausen durch den Vest-Ruhr-Express auch direkt stündlich an den Bochumer Hauptbahnhof angeschlossen.
| Linie | Linienverlauf | Takt                                             |
| ----- | --- | ------------------------------------------------ |
| RE 2  | Rhein-Haard-Express: Osnabrück Hbf – Hasbergen – Natrup-Hagen (zweistdl.) – Lengerich (Westf) – Kattenvenne (zweistdl.) – Ostbevern – Westbevern – Münster (Westf) Hbf – (Münster-Albachten – Senden-Bösensell – Nottuln-Appelhülsen – Buldern –)* Dülmen – (Sythen –)* Haltern am See – (Marl-Sinsen –)* Recklinghausen Hbf – (Recklinghausen Süd –)* Wanne-Eickel Hbf – Gelsenkirchen Hbf – Essen Hbf – Mülheim (Ruhr) Hbf – Duisburg Hbf – Düsseldorf Flughafen – Düsseldorf Hbf * Halt nur einzelner Züge im Nachtverkehr Stand: Fahrplanwechsel Dezember 2023 | 60 min                                           |
| RE 41 | Vest-Ruhr-Express: Bochum Hbf – Bochum West – Recklinghausen Süd – Recklinghausen Hbf – Marl-Sinsen – Haltern am See Fahrplanwechsel Dezember 2024 | 60 min                                           |
| RE 42 | Niers-Haard-Express: Münster (Westf) Hbf – Münster-Albachten (stündlich) – Senden-Bösensell – Nottuln-Appelhülsen – Buldern – Dülmen – Sythen – Haltern am See – Marl-Sinsen – Recklinghausen Hbf – Recklinghausen Süd – Wanne-Eickel Hbf – Gelsenkirchen Hbf – Essen Hbf – Mülheim (Ruhr) Hbf – Duisburg Hbf – Rheinhausen – Krefeld-Uerdingen – Krefeld Hbf – Viersen – Mönchengladbach Hbf Stand: Fahrplanwechsel Dezember 2021 | 30 min (Münster–Essen) 60 min (Essen–M’gladbach) |
| S 2   | Dortmund Hbf – DO-Dorstfeld – DO-Wischlingen – DO-Huckarde – DO-Westerfilde – DO-Nette/Oestrich – DO-Mengede – Castrop-Rauxel Hbf – Herne – Recklinghausen Süd – Recklinghausen Hbf Stand: Fahrplanwechsel Dezember 2023 | 60 min                                           |
| S 9   | Recklinghausen Hbf – Herten (Westf) – Gladbeck West – Bottrop-Boy – Bottrop Hbf – E-Dellwig Ost – E-Gerschede – E-Borbeck – E-Borbeck Süd – Essen West – Essen Hbf – E-Steele – E-Überruhr – E-Holthausen – E-Kupferdreh – Velbert-Nierenhof – Velbert-Langenberg – Velbert-Neviges – Velbert-Rosenhügel – Wülfrath-Aprath – W-Vohwinkel – W-Sonnborn – W-Zoologischer Garten – W-Steinbeck – Wuppertal Hbf – W-Unterbarmen – W-Barmen – W-Oberbarmen – W-Langerfeld – Schwelm West – Schwelm – Gevelsberg West – Gevelsberg-Kipp – Gevelsberg Hbf – Gevelsberg-Knapp – HA-Westerbauer – HA-Heubing – HA-Wehringhausen – Hagen Hbf Stand: Fahrplanwechsel Dezember 2023 | 60 min                                           |

## Buslinien

### Fernbusse
Recklinghausen wird auch von Fernbussen des Anbieters Flixbus angefahren. Die Haltestelle befindet sich nördlich des Hauptbahnhofes an der Ecke Große-Perdekamp-Straße/Wickingstraße.
| Direktverbindungen zu folgenden Haltepunkten                                                                                          | Betreiber |
| Aachen – Amsterdam (NL) – Bocholt – Bremen – Greven (Flughafen FMO) – Hamburg – Krefeld – Lübeck – Mönchengladbach – Rostock – Wismar | Flixbus   |

### Nahverkehr
Der Recklinghäuser Hauptbahnhof befindet sich im Fahrplanbereich 2 des Verkehrsverbundes Rhein-Ruhr und wird von Omnibussen der Vestischen Straßenbahnen am Busbahnhof am Europaplatz angefahren, der mit etwa 30.000 Fahrgästen täglich einen Knotenpunkt des ÖPNV im Raum Recklinghausen darstellt.
| Linie | Verlauf | Takt (Mo–Fr)                                    |
| ----- | --- | ----------------------------------------------- |
| 201   | Recklinghausen Hbf – Quellberg – Berghausen – Suderwich – Röllinghausen – König Ludwig – Recklinghausen-Süd – Grullbad Hochstr. – RE-Süd Bf | einzelne Fahrten abends                         |
| 202   | Recklinghausen Hbf – Chemiepark Marl | eine Fahrt                                      |
| 203   | Recklinghausen Hbf → Lohtor → Westviertel → Festspielhaus → Nordviertel → Recklinghausen Hbf | 60 min (nur abends)                             |
| 213   | Recklinghausen Hbf – Quellberg – Berghausen – Suderwich Langobardenstr. | 30 min                                          |
| 214   | RE Nordcharweg – Nordviertel – Recklinghausen Hbf – Lohtor – Westviertel – Herten-Scherlebeck – Disteln – Herten Mitte (Herten , 500 m) | 60 min                                          |
| 215   | Recklinghausen Hbf – Quellberg – In den Heuwiesen | 30 min                                          |
| 219   | Recklinghausen Hbf – Lohtor – Westviertel – Marl-Steinernkreuz – Marl-Drewer Süd – Marl Mitte | 60 min                                          |
| 220   | Recklinghausen Hbf – Nordviertel – Speckhorn – Marl-Sinsen – Sinsen Bf – Lenkerbeck – Hüls – Drewer – Marl Mitte | 30 min                                          |
| 223   | Recklinghausen Hbf – Nordviertel – Marl-Löntrop – Lenkerbeck Feuerwehrhaus – Hüls-Süd – Drewer – Chemiepark Marl – Marl Mitte | 30 min                                          |
| 224   | Recklinghausen Letterhausstraße – Ostviertel – Recklinghausen Hbf – Viehtor – Westviertel – Herten-Scherlebeck – Disteln – Herten Mitte (Herten , 500 m) | 30 min                                          |
| 230   | Recklinghausen Hbf – Ostviertel – Groß-Erkenschwick – Oer-Erkenschwick Berliner Platz – Klein-Erkenschwick – Rapen Walterstr. Sonn- und feiertags nur zwischen Berliner Platz und Walterstr. | 30 min                                          |
| 231   | Recklinghausen Hbf – Nordviertel – Ostviertel Lange Wanne – Alt Oer – Oer-Mitte – Maritimo – Klein-Erkenschwick – Oer-Erkenschwick Berliner Platz – Gewerbegebiet Rapen – Horneburg – Meckinghoven – Datteln Bf – Waltrop Hebewerk – Oberwiese – Waltrop Rathaus – Am Moselbach | 30 min                                          |
| 232   | Recklinghausen Hbf – Ostviertel – Groß-Erkenschwick – Oer-Erkenschwick Berliner Platz – Rapen – Im Winkel – Hachhausen – Datteln Bus Bf | 30 min                                          |
| 233   | Recklinghausen Hbf – Hillen – Berghausen – Suderwich – Castrop-Rauxel Henrichenburg Mitte | 30 min                                          |
| 235   | Hillerheide, Stadion Hohenhorst – Paulusviertel – Viehtor – Recklinghausen Hbf | 30 min                                          |
| 236   | Recklinghausen Hbf – Hillen – Hillerheide – Röllinghausen – König Ludwig – Overbergstr. | 20/40 min                                       |
| 237   | Recklinghausen Hbf – Hillen – Hillerheide – Röllinghausen – König Ludwig – Herne, Pantringshof – Castrop-Rauxel-Pöppinghausen – Habinghorst – Castrop-Rauxel Hbf – Europaplatz – Castrop Münsterplatz | 60 min                                          |
| 238   | Gelsenkirchen-Buer Rathaus – Herten-Westerholt – Langenbochum – Herten-Scherlebeck – Westviertel – Lohtor – Recklinghausen Hbf | 30 min                                          |
| 239   | Recklinghausen Hbf – Viehtor – Paulusviertel – Stuckenbusch – Hochlarmark – RE-Süd Bf | 15 min                                          |
| 249   | Gelsenkirchen-Buer Rathaus – Gelsenkirchen-Resse – Herten Rathaus (Herten , 300 m) – Herten Mitte (Herten , 500 m) – Disteln Josefstr. – Hochlar – Westviertel Moltkestr. – Paulusviertel Paulusstr. – Viehtor – Recklinghausen Hbf | 30 min (Buer–Herten) 15 min (Herten–Recklingh.) |
| SB20  | Recklinghausen Hbf – Viehtor – Paulusviertel – Hillerheide – Recklinghausen-Süd – Herne Schloß Strünkede – Herne Bf | 10 min                                          |
| SB24  | Recklinghausen Hbf – Campus Blumenthal – Oer-Mitte – Oer-Erkenschwick Berliner Platz – Rapen – Im Winkel – Hachhausen – Datteln Bus Bf – Holthausen – Waltrop Rathaus – Am Moselbach – Dortmund-Mengede Bf | 30 min                                          |
| SB25  | Recklinghausen Hbf – Lohtor – Westviertel – Marl-Steinernkreuz – Marl Mitte – Alt-Marl Riegestr. – Feldmark – Dorsten Willy-Brandt-Ring – Dorsten ZOB | 15 min                                          |
| SB49  | Gelsenkirchen-Buer Rathaus – Gelsenkirchen-Resse – Herten Rathaus (Herten , 300 m) – Herten Mitte (Herten , 500 m) –Disteln Josefstr. – Hochlar – Viehtor – Recklinghausen Hbf | 30 min                                          |
| NE1   | Recklinghausen Hbf → Viehtor → Paulusviertel → Stuckenbusch → Hochlarmark → RE-Süd Bf → Grullbad Hochstr. → Recklinghausen-Süd → König Ludwig → Röllinghausen → Suderwich → Berghausen → Quellberg → Recklinghausen Hbf NachtExpress: In den Nächten von Freitag auf Samstag, Samstag auf Sonntag und vor Feiertagen | 60 min                                          |
| NE2   | Bottrop ZOB Berliner Platz – Bottrop-Eigen – Ellinghorst – Gladbeck Goetheplatz – Gladbeck Ost Bf – Gelsenkirchen-Scholven – Bülse – Gelsenkirchen-Buer Rathaus – Gelsenkirchen-Resse – Herten Rathaus (Herten , 300 m) – Herten Mitte (Herten , 500 m) – Disteln Josefstr. – Hochlar – Westviertel Moltkestr. – Paulusviertel Paulusstr. – Viehtor – Recklinghausen Hbf NachtExpress: In den Nächten von Freitag auf Samstag, Samstag auf Sonntag und vor Feiertagen | 60 min                                          |
| NE3   | Recklinghausen Hbf – Lohtor – Westviertel – Marl-Steinernkreuz – Marl Mitte – Alt-Marl Riegestr. – Feldmark – Dorsten Willy-Brandt-Ring – Dorsten ZOB NachtExpress: In den Nächten von Freitag auf Samstag, Samstag auf Sonntag und vor Feiertagen | 60 min                                          |
| NE5   | Recklinghausen Hbf – Viehtor – Paulusviertel – Hillerheide – Recklinghausen-Süd – Schloß Strünkede – Herne Bf NachtExpress: In den Nächten von Freitag auf Samstag, Samstag auf Sonntag und vor Feiertagen | 60 min                                          |
| NE14  | Recklinghausen Hbf – Ostviertel – Groß-Erkenschwick – Oer-Erkenschwick Berliner Platz – Rapen – Im Winkel – Hachhausen – Datteln Bus Bf – Holthausen – Waltrop Rathaus – Dortmund-Mengede Bf NachtExpress: In den Nächten von Freitag auf Samstag, Samstag auf Sonntag und vor Feiertagen | 60 min                                          |